# Lars Kruse
Lars Andersen Kruse (5. juni 1828 i Skagen – 9. marts 1894 smst) var en dansk fisker og redningsmand.
Kruse vandt sine medborgeres beundring og højagtelse ved sit urokkelige mod og sin opofrende menneskekærlighed. Fra sin tidlige ungdom deltog han i de talrige redningsforsøg, og op imod 200 mennesker skylder ham deres frelse. En af de mest kendte af disse redningsaktioner fandt sted 27. december 1862, da den svenske brig "Daphne" strandede på Skagens nordside, og Lars Kruse som med egen båd og under livsfare frelste besætningen. Redningsbåden var kæntret, og otte mand af dens besætning var druknet. Fra nytår 1863 var han ansat i redningsvæsenet og formand på Skagens redningsbåd. Samme år belønnedes han med Dannebrogsmændenes hæderstegn, men da det oplystes, at han som barn og ungt menneske var straffet for et par ubetydelige lovovertrædelser, fik han i stedet medaljen for druknedes redning, hvad han tog sig meget nær. 1874 fik han fortjenstmedaljen i sølv og 1882 endelig Dannebrogs Sølvkors. Også fra England, Frankrig, Tyskland og Sverige havde han medaljer og hædersdiplomer. 1880 modtog han danske mænd og kvinder et sølvkrus med inskriptionen: Ydmyg i Ordet, stolt i sin Dåd, kristen i Gerning, Mand i sin Baad.
Kruse var gift to gange. Første gang med Inger Marie Jensdatter med hvem han havde to børn; anden gang med Hedevig Jensdatter Bagh, med hvem han havde en datter. Kruses anden hustru var enke efter Iver Poulsen Andreasen, en af de redningsmænd, der druknede i forbindelse med redningen af besætningen på "Daphne".
Han druknede efter en fisketur sammen med en yngre mand Bertel Bergen 9. marts 1894 ud for Skagens Nordstrand under forsøget på at lande i stærk snestorm.
Han er begravet på Skagen Kirkegård med Holger Drachmanns mindeord på gravstenen:
Om revlens brus forstummed / Saa mæler denne sten / Her bleges under klittens sand / En modig sømands ben / Men Skagens rev og revler / Erkender deres pligt / Og synger om Lars Kruses liv / et højlydt heltedigt. Hans død inspirerede Michael Ancher til det store maleri Den druknede. Drachmann bidrog til at Lars Kruse modtog flere hædersbeviser.